# Lerkendal (Trondheim)
Lerkendal es uno de los cuatro distritos (en noruego bokmål: bydelene) en los que se divide la ciudad de Trondheim, que se localiza en la provincia (fylke) de Sør-Trøndelag, en la región media de Noruega.
El distrito limita al norte con Gløshaugen y Elgeseter, al este con Berg, al sur con Tempe y al oeste con el río Nidelva. Algunos puntos de interés incluyen la Universidad Noruega de Ciencia y Tecnología (NTNU), SINTEF y el estadio del Rosenborg BK, Lerkendal Stadion.

## Barrios
- Lerkendal.
- Nardo.
- Risvollan.
- Flatåsen.
- Moholt.
- Gløshaugen.
- Åsvang.
- Sjetnmarka.